# Basquetebol nos Jogos Olímpicos de Verão da Juventude de 2018
As competições de basquetebol 3x3 nos Jogos Olímpicos de Verão da Juventude de 2018 ocorreram entre 7 e 17 de outubro em um total de quatro eventos. As competições aconteceram no Parque Mujeres Argentinas localizada no Parque Urbano, em Buenos Aires, Argentina.
Quarenta equipes de 33 países participaram dos torneios masculino e feminino, sendo que alguns dos seus integrantes também competiram nos concursos de enterradas no masculino e de arremessos no feminino.

## Calendário
| Outubro     | 6 | 7 | 8 | 9 | 10 | 11 | 12 | 13 | 14 | 15 | 16 | 17 | 18 |
| ----------- | - | - | - | - | -- | -- | -- | -- | -- | -- | -- | -- | -- |
| Basquetebol |   |   |   |   |    |    |    |    |    | 2  |    | 2  |    |

|  | Dia de competição |  | Dia de final |

## Qualificação
Cada Comitê Olímpico Nacional poderia classificar um máximo de duas equipes, sendo uma por gênero, de quatro atletas. Como país sede, a Argentina obteve automaticamente as duas vagas, uma em cada naipe. O campeão da Copa do Mundo 3x3 Sub-18 de 2017 no masculino e feminino também se classificaram para os Jogos Olímpicos da Juventude. As oito melhores equipes de cada gênero posicionadas no ranking sub-18 de 3x3 da FIBA até 1 de abril de 2018 também se qualificaram. As últimas dez vagas foram completadas também através do ranking, mas não mais de 10 nações do mesmo continente poderiam participar de um dos torneios e no mínimo 30 CONs deveriam participar de todos os eventos.

Estão elegíveis a participar dos Jogos Olímpicos da Juventude os atletas nascidos entre 1 de janeiro de 2000 e 31 de dezembro de 2002. Além disso, todas as equipes deveriam ter participado de dois eventos de 3x3 sancionados pela FIBA entre 31 de julho de 2017 e 31 de julho de 2018 e todas as federações naconais organizado pelo menos três eventos reconhecidos pela entidade entre 1 de abril de 2017 e 1 de abril de 2018.
| Evento                              | Local   | Data                           | Total de vagas | Masculino | Feminino |
| ----------------------------------- | ------- | ------------------------------ | -------------- | --- | --- |
| País sede                           | –       | –                              | 1              | ARG Argentina | ARG Argentina |
| Copa do Mundo 3x3 Sub-18            | Chengdu | 28 de junho–2 de julho de 2017 | 1              | BEL Bélgica | USA Estados Unidos |
| Ranking de Federações Sub-18 de 3x3 | –       | 1 de abril de 2018             | Top 8          | VEN Venezuela CHN China UKR Ucrânia USA Estados Unidos ITA Itália EST Estônia LAT Letônia AND Andorra                                         | CHN China AND Andorra UKR Ucrânia VEN Venezuela EST Estônia HUN Hungria FRA França ROU Romênia                                  |
| Ranking de Federações Sub-18 de 3x3 | –       | 1 de abril de 2018             | 10             | JOR Jordânia SLO Eslovênia KAZ Cazaquistão MGL Mongólia KGZ Quirguistão TKM Turcomenistão RUS Rússia GEO Geórgia BRA Brasil NZL Nova Zelândia | NED Países Baixos EGY Egito CZE Chéquia JPN Japão SRI Sri Lanka INA Indonésia ESP Espanha GER Alemanha MEX México AUS Austrália |
| TOTAL                               |         |                                | 20             | | |

## Medalhistas
| Evento                        | Ouro                                                                                                 | Prata                                                                             | Bronze                                                                      |
| ----------------------------- | --- | --------------------------------------------------------------------------------- | --------------------------------------------------------------------------- |
| Torneio masculino detalhes    | Juan Santiago Hierrezuelo Fausto Ruesga Juan Esteban de la Fuente Marco Giordano Gnass ARG Argentina | Sasha Deheneffe Ferre Vanderhoydonck Sam Hofman Moussa Noterman BEL Bélgica       | Jan Razdevšek Dan Osrecki Erik Groznik Adrian Hirschmann SLO Eslovênia      |
| Torneio feminino detalhes     | Paige Bueckers Hailey van Lith Samantha Brunelle Aliyah Boston USA Estados Unidos                    | Diaba Konaté Mathilde Peyregne Eve de Christophie Mahoutou Olivia Yale FRA França | Alexandra Fowler Ruby Porter Sara-Rose Smith Suzi-Rose Deegan AUS Austrália |
| Enterradas masculino detalhes | Fausto Ruesga ARG Argentina                                                                          | Nikita Remizov RUS Rússia                                                         | Niccolò Filoni ITA Itália                                                   |
| Arremessos feminino detalhes  | Mathilde Peyregne FRA França                                                                         | Kateřina Galíčková CZE Chéquia                                                    | Sofía Acevedo ARG Argentina                                                 |

## Quadro de medalhas
| Ordem | País               | Medalha de ouro | Medalha de prata | Medalha de bronze |    |
| ----- | ------------------ | --------------- | ---------------- | ----------------- | -- |
| 1     | ARG Argentina      | 2               |                  | 1                 | 3  |
| 2     | FRA França         | 1               | 1                |                   | 2  |
| 3     | USA Estados Unidos | 1               |                  |                   | 1  |
| 4     | BEL Bélgica        |                 | 1                |                   | 1  |
|       | CZE Chéquia        |                 | 1                |                   | 1  |
|       | RUS Rússia         |                 | 1                |                   | 1  |
| 8     | AUS Austrália      |                 |                  | 1                 | 1  |
|       | SLO Eslovênia      |                 |                  | 1                 | 1  |
|       | ITA Itália         |                 |                  | 1                 | 1  |
| TOTAL | TOTAL              | 4               | 4                | 4                 | 12 |